# Bộ Loan báo Tin Mừng
Bộ Loan báo Tin Mừng là một cơ quan (bộ) của Giáo triều Rôma, được thành lập vào ngày 5 tháng 6 năm 2022 trên cơ sở hợp nhất Bộ Loan báo Tin Mừng cho các Dân tộc và Hội đồng Tòa Thánh cổ võ tái truyền giảng Tin Mừng theo Tông hiến Praedicate evangelium.
Theo Tông hiến Praedicate evangelium, "Bộ Loan báo Tin Mừng phụng sự cho công cuộc loan báo Tin Mừng hầu mọi dân thiên hạ, bằng lời nói và việc làm của mình, đều biết và làm chứng cho Chúa Kitô, đấng là ánh sáng cho muôn dân và hầu cho Nhiệm thể Ngài là Hội thánh được lớn lên. Bộ có bổn phận giải quyết các vấn đề căn bản liên quan đến công cuộc loan báo Tin Mừng trên khắp thế giới; thành lập, đồng hành và hỗ trợ các Giáo hội riêng biệt mới thành lập sao cho không gây ảnh hưởng tới thẩm quyền của Bộ các Giáo hội Công giáo Đông phương."

## Tầm quan trọng
Theo Tông hiến Praedicate evangelium, Bộ Loan báo Tin Mừng là cơ quan có tên đứng ở hàng đầu tiên trong danh sách các cơ quan của Giáo triều Roma, hàm ý rằng tầm quan trọng của Bộ Loan báo Tin Mừng được coi là cao nhất trong số các bộ. Trên thực tế, trong gần 500 năm qua, Bộ Giáo lý Đức tin và các cơ quan tiền thân vẫn luôn là cơ quan quan trọng nhất của Giáo triều Roma. Vào năm 2022, trong buổi họp báo nhân dịp công bố bản Tông hiến, Giám mục Marco Mellino cho rằng thứ tự sắp xếp tên các bộ trong Tông hiến Praedicate evangelium không có hiệu lực pháp lý, mà theo ông có chăng thì chỉ đúng với 3 bộ đầu tiên trong danh sách: loan báo Tin Mừng (tức Bộ Loan báo Tin Mừng) là quan trọng nhất, tiếp đến là giáo lý (Bộ Giáo lý Đức tin), và ngay liền sau là bác ái (Bộ Bác ái).

## Lãnh đạo
Sau đây là danh sách tổng trưởng và tổng trưởng tạm quyền của Bộ Loan báo Tin Mừng. Cần nói thêm, Bộ Loan báo Tin Mừng có tổ chức lãnh đạo đặc thù; khác với các bộ khác của Giáo triều Roma, lãnh đạo của Bộ Loan báo Tin Mừng theo Tông hiến Praedicate evangelium bao gồm vị giáo tông đương nhiệm giữ chức vụ Tổng trưởng và hai Tổng trưởng tạm quyền giúp việc cho Tổng trưởng.

### Tổng trưởng
| Thứ tự | Tên                              | Bổ nhiệm           | Hết nhiệm           |
| ------ | -------------------------------- | ------------------ | ------------------- |
| 1      | Giáo tông Franciscus (1936–2025) | 5 tháng 6 năm 2022 | 21 tháng 4 năm 2025 |
| 2      | Giáo tông Leo XIV (1955–)        | 8 tháng 5 năm 2025 | Đương nhiệm         |

### Tổng trưởng tạm quyền đặc trách Các vấn đề căn bản về loan báo Tin Mừng cho thế giới
| Thứ tự | Tên                                 | Bổ nhiệm           | Hết nhiệm   |
| ------ | ----------------------------------- | ------------------ | ----------- |
| 1      | Salvatore (Rino) Fisichella (1951–) | 5 tháng 6 năm 2022 | Đương nhiệm |

### Tổng trưởng tạm quyền đặc trách loan báo Tin Mừng lần đầu và các Giáo hội riêng biệt mới
| Thứ tự | Tên                        | Bổ nhiệm           | Hết nhiệm   |
| ------ | -------------------------- | ------------------ | ----------- |
| 1      | Luis Antonio Tagle (1957–) | 5 tháng 6 năm 2022 | Đương nhiệm |

Đức ông Erwin José Aserios Balagapo hiện là Thứ trưởng đặc trách Loan báo Tin Mừng lần đầu và các Giáo hội riêng biệt mới của Bộ.